# Heiberg-Inseln
Die Heiberg-Inseln (russisch острова Гейберга; острова Акселя Гейберга, ostrowa Geiberga) sind eine Inselgruppe in der Karasee vor der Nordküste Russlands. Die vier unbewohnten Inseln liegen am östlichen Eingang der Wilkizkistraße, 35 bis 45 km vom Festland entfernt.  Administrativ gehört die Inselgruppe zur Region Krasnojarsk. Die Gruppe erhielt ihren Namen im Rahmen der Fram-Expedition durch Fridtjof Nansen als Dank an den norwegischen Geschäftsmann Axel Heiberg, einen der privaten Geldgeber der Reise. 
Die Inseln sind Teil des Naturschutzgebietes Großer Arktischer Sapowednik. Sie beherbergen eine Brutkolonie der seltenen Elfenbeinmöwe.
Auf der östlichen Insel der Gruppe (Ostrow Wostotschny) wurde 1940 eine meteorologische Station eingerichtet, um die Navigation auf der Nordostpassage zu erleichtern. Nach dem Ende der Sowjetunion wurde die Station verlassen und verfällt heute.
Die einzelnen Inseln von Nord nach Süd:
| Nr. | Insel              | Namensbedeutung | Fläche km² |
| --- | ------------------ | --------------- | ---------- |
| 1   | Ostrow Sapadny     | Westliche Insel | 4,1        |
| 2   | Ostrow Sewerny     | Nördliche Insel | 0,2        |
| 3   | Ostrow Sredny      | Zentrale Insel  | 5,2        |
| 4   | Ostrow Wostotschny | Östliche Insel  | 3,0        |
|     | Ostrowa Geiberga   | Heiberg-Inseln  | 12,5       |